# Zondprogrammet

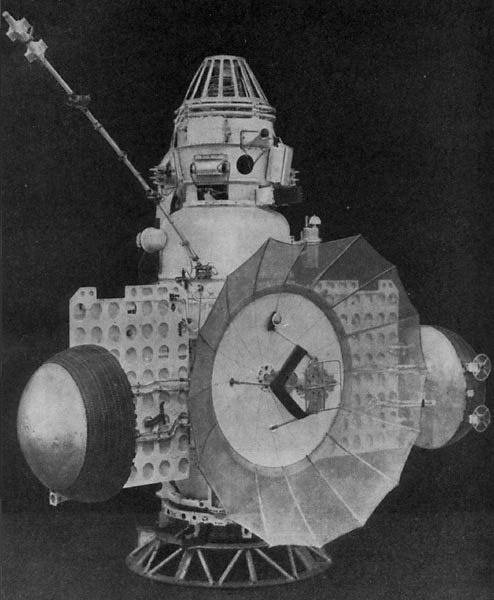
Zond 2

Zondprogrammet var ett sovjetiskt rymdprogram som började som ett program för att utforska planeterna i solsystemet och övergick senare till att förbereda för framtida bemannade flygningar till månen. Programmet pågick mellan 1964 och 1970.

## Samtliga uppdrag
| Namn       | Uppskjutning      | Mål                    | Resultat   | Notering                                                                        |
| ---------- | ----------------- | ---------------------- | ---------- | ------------------------------------------------------------------------------- |
| Zond 1     | 2 april 1964      | Förbiflygning av Venus | Misslyckad | Förlorade kontakten den 14 maj 1964. Flög förbi Venus den 14 juli 1964          |
| Zond 2     | 30 november 1964  | Förbiflygning av Mars  | Misslyckad | Förlorade kontakten i maj 1965. Flög förbi Mars den 6 augusti 1965              |
| Zond 3     | 18 juli 1965      | Förbiflygning av månen | Lyckad     | Flög förbi månen den 20 juli 1965. Förlorade kontakten den 3 mars 1966          |
| Kosmos 146 | 10 mars 1967      | Test av Sojuz 7K-L1P   | Lyckad     |                                                                                 |
| Kosmos 154 | 8 april 1967      | Test av Sojuz 7K-L1P   | Misslyckad |                                                                                 |
| Zond 1967A | 28 september 1967 | Förbiflygning av månen | Misslyckad | Uppskjutningen misslyckades. Kapseln landade oskadd                             |
| Zond 1967B | 22 november 1967  | Förbiflygning av månen | Misslyckad | Uppskjutningen misslyckades. Kapseln landade oskadd                             |
| Zond 4     | 2 mars 1968       | Test av Sojuz 7K-L1P   | Misslyckad | Kapseln självförstördes vi återinträdet i jordens atmosfär den 7 mars 1968      |
| Zond 1968A | 23 april 1968     | Förbiflygning av månen | Misslyckad | Uppskjutningen misslyckades                                                     |
| Zond 1968B | 21 juli 1968      |                        | Misslyckad | Raketen exploderade på uppskjutningsrampen. Tre personer omkom                  |
| Zond 5     | 15 september 1968 | Förbiflygning av månen | Lyckad     | Flög förbi månen den 18 september 1968. Landade på jorden den 21 september 1968 |
| Zond 6     | 10 november 1968  | Förbiflygning av månen | Lyckad     | Flög förbi månen den 14 november 1968. Landade på jorden den 17 november 1968   |
| Zond 1969A | 20 januari 1969   | Förbiflygning av månen | Misslyckad | Uppskjutningen misslyckades. Kapseln landade oskadd                             |
| Zond L1S-1 | 21 februari 1969  | Omloppsbana runt månen | Misslyckad | Uppskjutningen misslyckades. Kapseln landade oskadd                             |
| Zond L1S-2 | 3 juli 1969       | Omloppsbana runt månen | Misslyckad | Uppskjutningen misslyckades. Kapseln landade oskadd                             |
| Zond 7     | 7 augusti 1969    | Förbiflygning av månen | Lyckad     | Flög förbi månen den 11 augusti 1969. Landade på jorden den 14 augusti 1969     |
| Zond 8     | 20 oktober 1970   | Förbiflygning av månen | Lyckad     | Flög förbi månen den 24 oktober 1970. Landade på jorden den 27 oktober 1970     |
| Zond 9     |                   |                        |            | Planerad men flögs aldrig. Första bemannade flygningen                          |
| Zond 10    |                   |                        |            | Planerad men flögs aldrig                                                       |